# Air Canada Jetz

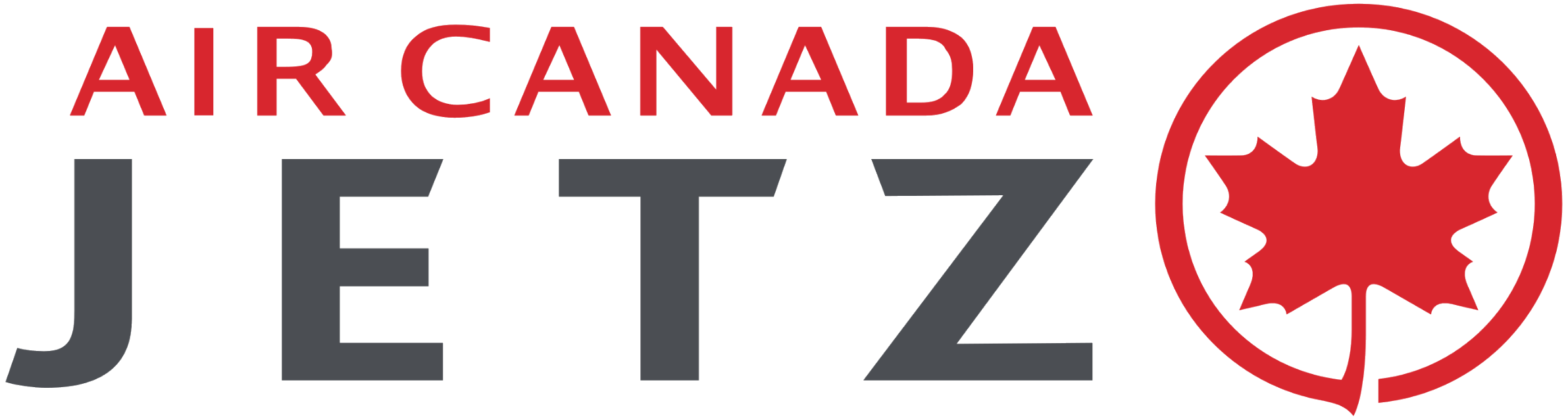
Логотип авиакомпании Air Canada Jetz

Air Canada Jetz — канадская авиакомпания, работающая на рынке бизнес-перевозок корпоративных клиентов, VIP-персон и профессиональных спортивных команд. Является дочерним подразделением национальной авиакомпании страны Air Canada со штаб-квартирой в Монреале, провинция Квебек.

## История

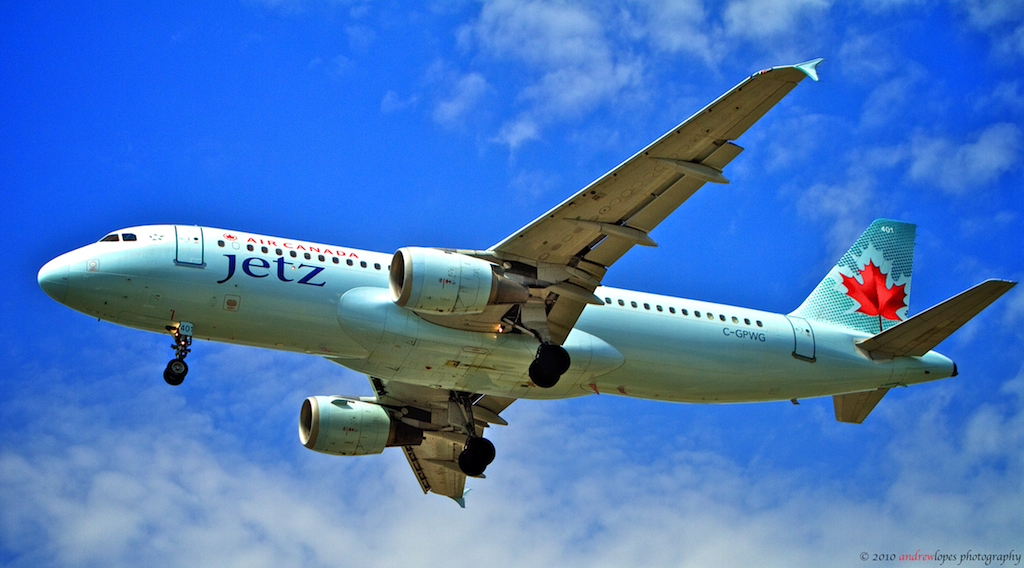
Airbus A320 авиакомпании Air Canada Jetz

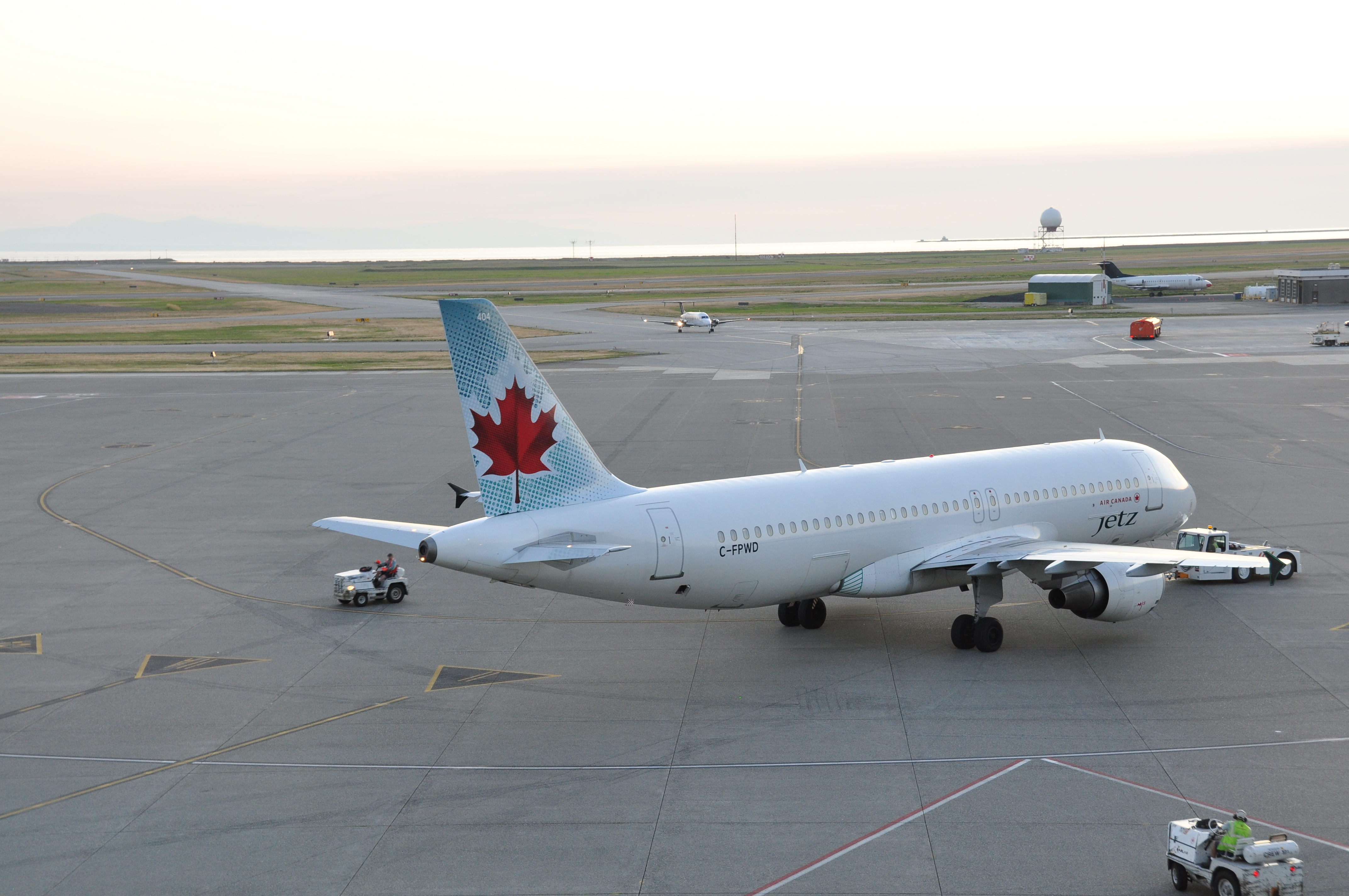
A320 авиакомпании в Международном аэропорту Ванкувера

Air Canada Jetz была основана 31 октября 2001 года в качестве дочернего перевозчика канадской авиакомпании Air Canada. Генеральным директором компании стал топ-менеджер бывшей региональной авиакомпании Air Alliance Роберт Перро, в настоящее время Air Canada Jetz возглавляет Ален Будро.
В течение игр сезона 2006/2007 Национальной хоккейной лиги авиакомпания перевозила команды Ванкувер Кэнакс, Калгари Флэймз, Эдмонтон Ойлерз, Оттава Сенаторз, Монреаль Канадиенс и Торонто Мейпл Лифс. В сезоне 2008/2009 к числу постоянных клиентов добавилась хоккейная команда Бостон Брюинз, а в течение игр сезона 2009/2010 — ещё одна профессиональная команда Анахайм Дакс. Авиакомпания является официальным перевозчиком команды Торонто Рэпторс, выступающей в Атлантическом дивизионе Восточной конференции Национальной баскетбольной ассоциации (НБА).
В 2005—2006 годах Air Canada Jetz обеспечивала перелёты рок-группы U2 в рамках её концертного турне Vertigo Tour, группы The Rolling Stones во время турне по городам Северной Америки, а также многих других музыкальных групп и топ-менеджеров крупных компаний Канады и Соединённых Штатов Америки.
Во время федеральных выборов 2004, 2006 и 2008 годов Air Canada Jetz обеспечивала перемещения по городам Канады лидера Новой демократической партии Джека Лейтона.

## Флот
По состоянию на апрель 2018 года воздушный флот авиакомпании Air Canada Jetz состоял из следующих самолётов:
- Airbus A319 — 3 единицы. Салоны на 58 пассажирских мест в бизнес-конфигурации.